# Economia della Birmania

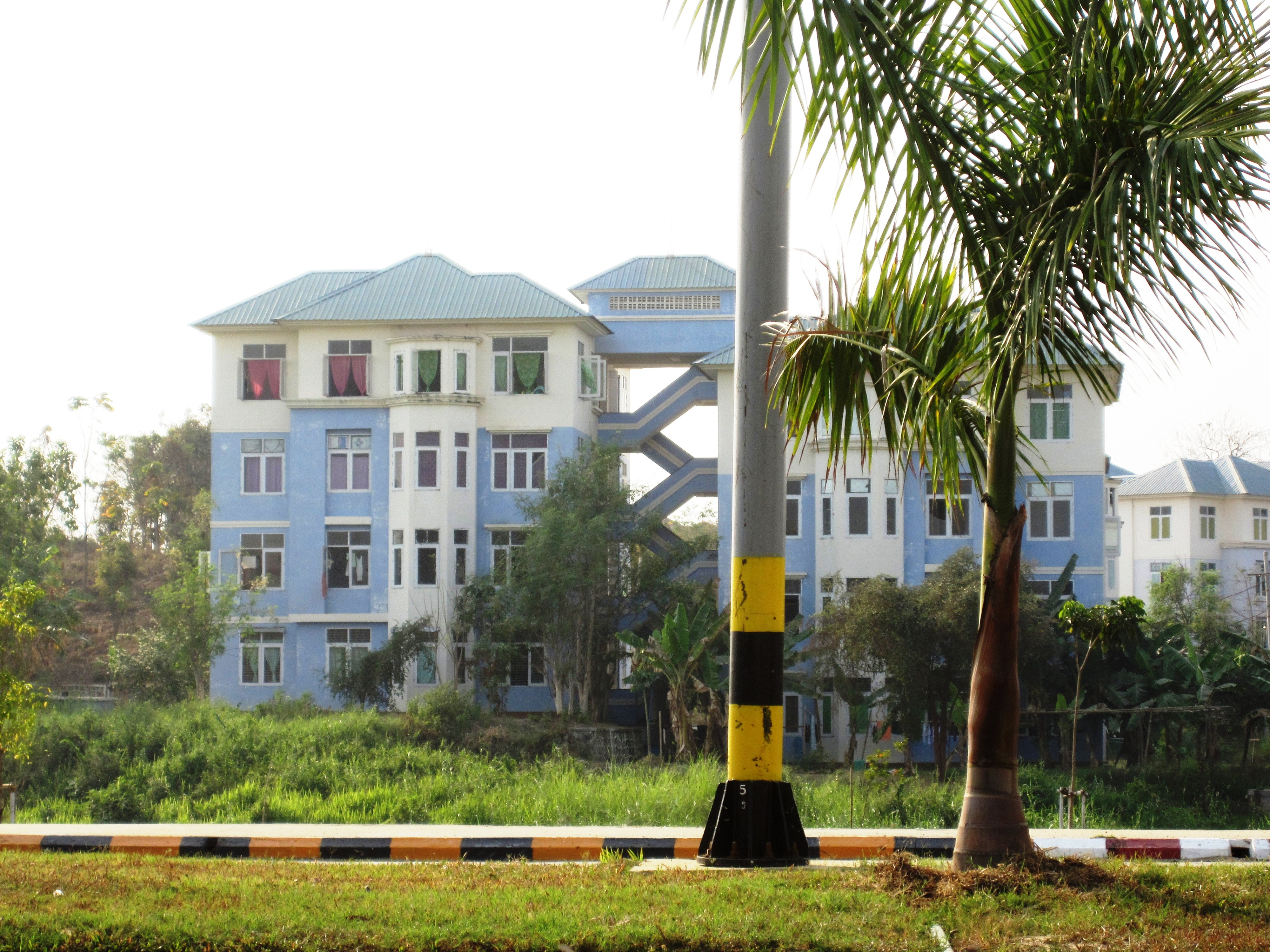
Naypyidaw capitale della Birmania

L'Economia della Birmania, soffrendo una conduzione incompetente e anni di ristagno e isolamento, è una delle peggiori al mondo, tanto che il PIL del paese cresce a ritmi relativamente bassi (2,9 % annualmente), specialmente se l'aumento è confrontato a quello dei paesi vicini.
Quando era sotto l'amministrazione britannica, la Birmania era uno degli stati più ricchi del Sud-est asiatico. Era una volta il maggiore esportatore di riso. Durante l'occupazione inglese, vendeva petrolio con la Burmah Oil Company. La Birmania aveva anche buone riserve di risorse naturali e disponeva di numerosa manodopera. Produceva il 75% del teak, e aveva una popolazione relativamente molto alfabetizzata. Si credeva fosse in una rapida via per lo sviluppo.
Dopo che un governo parlamentare era stato creato nel 1948, il primo ministro U Nu tentò di fare della Birmania uno stato benestante. La sua amministrazione adottò il Piano Biennale per lo Sviluppo Economico, che fu un fallimento
Quando la Birmania guadagnò l'indipendenza nel 1948, si credeva che potesse essere sulla via di essere la prima delle Tigri Asiatiche nella regione. Comunque, dopo che il regime militare fu stabilito, nel 1962, la Birmania è divenuta una nazione isolata e impoverita.

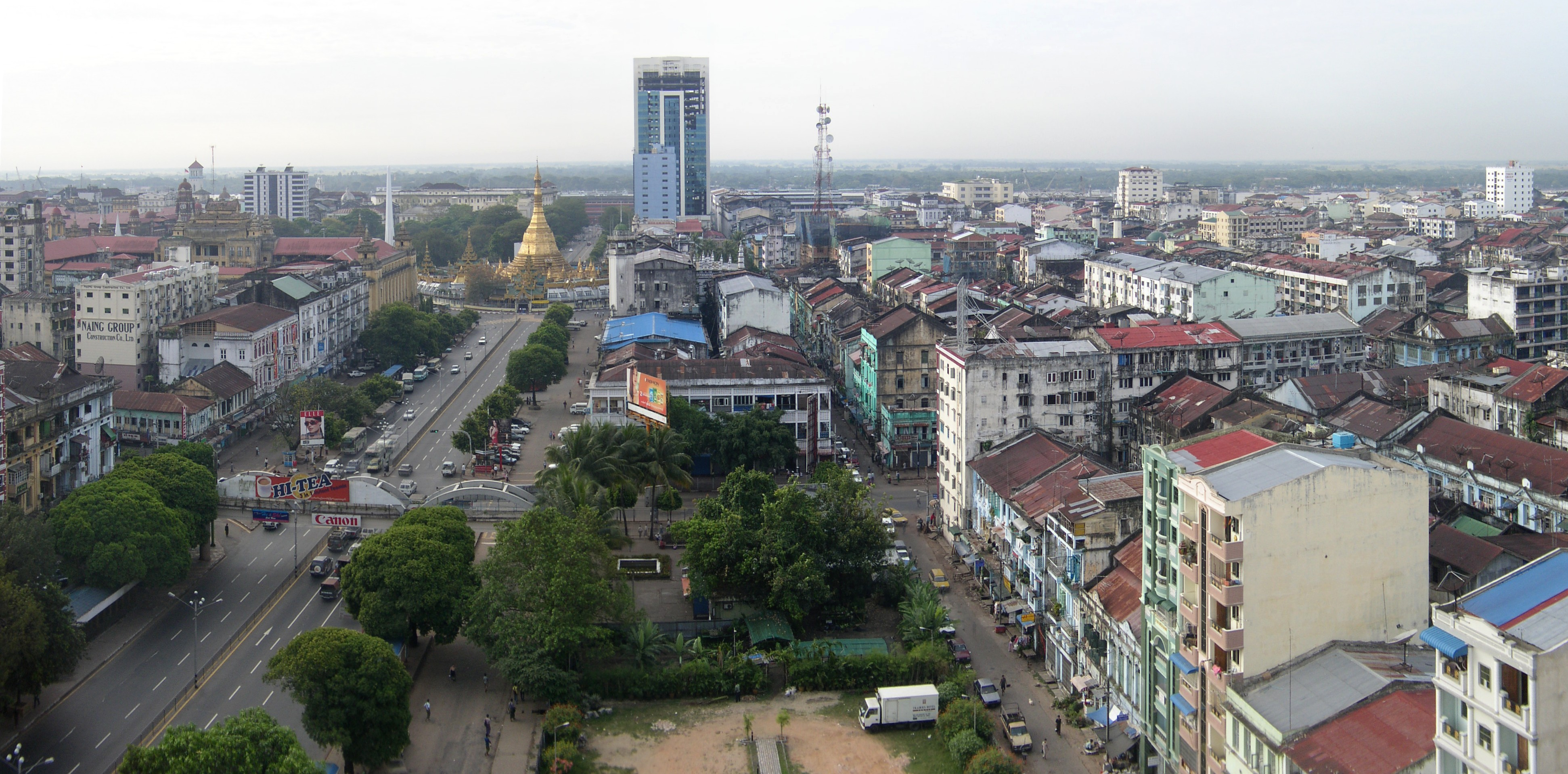
Yangon principale città della Birmania

Dopo il colpo di Stato del 1962, il governo militare introdusse un piano economico chiamato "Via birmana al socialismo", sotto il quale il regime nazionalizzò tutte le industrie fuorché l'agricoltura. Nel 1989, il governo birmano cominciò a decentralizzare il controllo economico. Fin adesso ha liberalizzato solamente alcuni settori dell'economia. Il governo controlla rigidamente le industrie lucrative, come di gemme, petrolio e la selvicoltura. Questi settori sono stati recentemente occupati da corporazioni straniere, che si sono associate con il governo al fine di guadagnare l'accesso alle risorse naturali birmane.
L'attuale sistema economico del Myanmar è misto. Il settore privato domina nell'agricoltura, industria leggera e attività di trasporto, mentre il governo militare controlla maggiormente energia, industria pesante e il commercio di riso.
La Birmania è stata descritta come un paese in via di sviluppo nel 1987. Le imprese private sono spesso in comproprietà al Tatmadaw. Recentemente, sia Cina che India hanno tentato di fortificare i legami con il governo per benefici economici. Molte nazioni, inclusi gli Stati Uniti d'America, il Canada e l'Unione europea, hanno imposto sanzioni commerciali sul Myanmar. Gli investimenti stranieri provengono principalmente da Cina, Singapore, Corea del Sud, India e Thailandia.
In undici anni (dal 1989 al 1999), il governo militare provò a rivitalizzare l'economia dopo tre decenni di diretto controllo statale. Recentemente, il regime ha via via abbandonato le riforme adottate durante i primi anni di governo ma, nonostante ciò, il settore privato continua a crescere piuttosto lentamente.

## Economia oggi

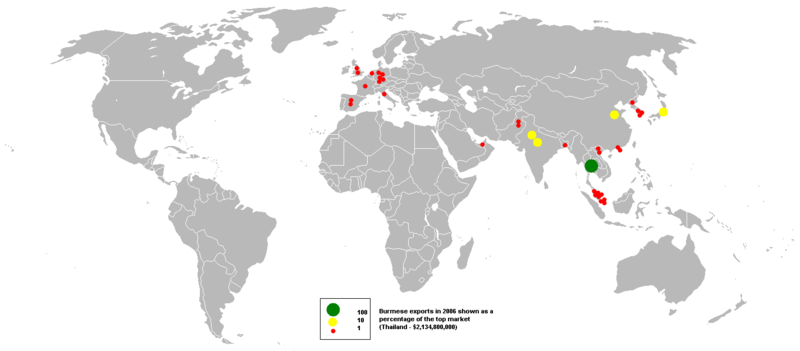
Esportazioni birmane nel 2006

Attualmente, la Birmania manca di adeguate infrastrutture. Le merci viaggiano principalmente lungo il confine fra lo stato e la Thailandia, dove transita anche gran parte del traffico di droga, e lungo il fiume Irrawaddy. Le ferrovie sono vecchie e rudimentali, con poche ristrutturazioni a partire dalla loro costruzione nel XIX secolo. Le autostrade sono normalmente non asfaltate, fuorché nelle grandi città. La carenza di energia è comune in tutto il paese, inclusa la ex capitale Rangoon. La Birmania è anche il secondo produttore mondiale di oppio, rispondendo all'8% della produzione mondiale e anche di narcotizzanti, incluse le Anfetamine Le principali industrie sono tessili, del legno, di gemme, di metalli, petrolifere e di gas naturale.
Il maggior prodotto agricolo è il riso che copre circa il 60% dell'area totale coltivata nel paese. Il riso risulta il 97% della produzione di cibo per peso. Attraverso la collaborazione con l'Istituto internazionale di ricerca del riso, 52 varietà di riso moderne furono piantate in Birmania fra il 1966 e il 1997, aiutando l'incremento nazionale della produzione dalle 14 tonnellate del 1987 alle 19 del 1996.
La mancanza di manodopera istruita pesa per lo sviluppo di una tecnologia avanzata, uno dei problemi dell'economia birmana
1.1
Oltretutto un altro serio problema dell'economia birmana è l'inflazione. Nell'aprile 2007, la Lega Nazionale per la Democrazia ha organizzato una conferenza sullo stato economico. Si concluse che la forte inflazione stesse impedendo fortemente la crescita. «I prezzi dei prodotti base sono saliti dal 30 al 60 per cento da quando il regime militare promosse un aumento di salario per i politici nell'aprile 2006» disse Soe Win, il mediatore del congresso «L'inflazione è anche correlata alla corruzione». Myint Thein, un portavoce del NDL, aggiunse: «L'inflazione è la critica origine dell'attuale crisi economica.».

## 2011: liberalizzazione dell'economia
Dal 2011 il paese ha cominciato ad aprirsi in modo graduale al libero mercato; il Myanmar ha fatto registrare grandi tassi di crescita economica (intorno all'8%); questo "boom" ha interessato un po' tutti i settori dell'economia (turismo, esportazioni di gas, industria tessile, telecomunicazioni, idrocarburi, immobiliare) e sono aumentati anche gli investimenti stranieri; secondo gli esperti l'economia del Myanmar ha potenzialità di crescita enormi e si è stimato che il paese potrebbe quadruplicare la sua economia entro il 2030 grazie soprattutto agli investimenti sull'industria ad alta tecnologia. Nel 2015 il paese si è dotato di una piazza azionaria denominata La Yangon Stock Exchange detenuta al 51% dalla banca statale Myanma Economic Bank, mentre la restante quota è in mani giapponesi, divisa tra Japan Exchange Group e Daiwa Institute of Research.

## Altre statistiche
Elettricità - produzione:
7.586 billion kWh (1998)
Elettricità - produzione per fonte:

petrolio:
61.72%

idroelettrica:
38.28%

nucleare:
0%

altre:
0% (1998)
Elettricità - consumo:
6.875 billion kWh (1998)
Elettricità - esportazioni:
0 kWh (1998)
Elettricità - importazioni:
0 kWh (1998)
Agricoltura - prodotti:
riso, mais, olio di semi, canna da zucchero, legumi; legno
Moneta:
1 kyat (K) = 100 pya
Cambio:
kyat per dollaro USA - 5,82 (2005), 5,7459 (2004), 6,0764 (2003), 6,5734 (2002), 6,6841 (2001)

## Aiuti umanitari
Nell'aprile 2007, il Government Accountability Office (GAO) identificò le varie restrizioni finanziarie che il governo militare attua sull'assistenza umanitaria internazionale nel paese del sud-est asiatico.
Il resoconto del GAO, chiamato "Assistance Programs Constrained in Burma," sottolinea le specifiche fatiche del governo birmano per ostacolare il lavoro umanitario delle organizzazioni internazionali. Il verbale fa notare che il regime ha stretto il proprio controllo sul lavoro di assistenza quando il Primo Ministro Khin Nyunt fu allontanato nell'ottobre 2004. Oltretutto il resoconto afferma che il governo militare ha approvato nel febbraio 2006 altre linee politiche che hanno formalizzato le politiche restrittive della Birmania. Secondo questo verbale, le linee guida richiedono che i programmi dei gruppi umanitari "accrescano e salvaguardino gli interessi nazionali" e che le organizzazioni nazionali si coordinassero con gli agenti di stato e selezionassero il loro personale Birmano dalle liste preparate dal governo. Gli Ufficiali delle Nazioni unite hanno trovato tali restrizioni intollerabili.
"Il vergognoso comportamento del regime militare della Birmania nel legare le mani delle organizzazioni umanitarie è esposto in queste pagine per tutto ciò che c'è da vedere, e deve venire ad una fine", ha detto il rappresentante USA Tom Lantos (D-CA). "Nella Birmania orientale, dove il regime militare ha bruciato o in altri modi distrutto più di 3.000 villaggi, gli aiuti umanitari sono stati decimati. Almeno un milione di persone sono fuggite dalle loro case e molti sono stati semplicemente lasciati a morire nella giungla."
La rappresentante Ileana Ros-Lehtinen (R-FL) disse che il resoconto «Sottolinea la necessità di un cambiamento democratico in Birmania, cui politici sostenitori vengono arrestati, torturati, rapiti e processati dal regime militare che oltretutto a perseguita le minoranze etniche e bizzarramente si costruisce una nuova città capitale durante il fallimento delle urgenti politiche sui flussi di rifugiati, sui traffici di narcotici illegali e umani e il dilago dell'HIV/AIDS e altre comunicabili malattie.»